# Paul Scheuring
Paul T. Scheuring (Aurora, 20 novembre 1968) è uno sceneggiatore, regista e produttore televisivo statunitense.
È conosciuto per aver scritto la sceneggiatura del film del 2003 Il risolutore, ma soprattutto come creatore della serie televisiva Prison Break, di cui è stato anche produttore esecutivo e sceneggiatore.

## Biografia
Nato ad Aurora nello Stato dell'Illinois, prima di intraprendere la carriera televisiva, aveva studiato alla UCLA School of Theater Film and Television e aveva lavorato come corriere, installatore di cavi e operaio in una fabbrica.

## Carriera
La sua prima esperienza da regista arriva nel 2000, anno in cui dirige il film 36K con Gale Harold e Kevin Hunt. Successivamente nel 2003 partecipa come co-sceneggiatore al film Il risolutore diretto da F. Gary Gray e con protagonista Vin Diesel. Dopo queste due esperienze iniziò a sviluppare un'idea per una miniserie dal titolo Prison Break e presentò la sua sceneggiatura alla Fox, che però respinse la sua idea a causa della trama non convenzionale. Tuttavia nel 2004, dopo il successo di Lost, la rete televisiva decise di riprendere in considerazione l'idea e l'episodio pilota di Prison Break venne così messo in onda dopo circa 20 mesi dalla scrittura della sceneggiatura da parte di Scheuring. Iniziata dal 2005 la serie ha vinto un People's Choice Awards nel 2006 nella categoria Nuova serie TV drammatica ed è stata nominata ai Golden Globe nella categoria Miglior serie drammatica. Tra il 2005 e il 2009 sono state prodotte quattro stagioni per un totale di 81 episodi, gli ultimi due dei quali sono stati uniti per formare un film per la televisione, Prison Break: The Final Break. Nell'agosto 2015 i dirigenti della Fox hanno annunciato di voler produrre una "miniserie sequel" di 9 episodi (contro i 22 canonici delle stagioni precedenti). Le riprese sono iniziate il 7 aprile 2016 e la messa in onda a partire dal 4 aprile 2017. Prima ancora del debutto televisivo di questa quinta stagione diversi membri del cast tecnico e artistico, e persino i dirigenti stessi della Fox, hanno annunciato l'interesse verso la produzione anche di un'eventuale sesta stagione, a condizione di trovare una storia degna di essere raccontata.

### DopoPrison Break
La rete televisiva FX ha affidato a Scheuring e Thomas Schlamme (regista e produttore esecutivo di West Wing - Tutti gli uomini del Presidente) la creazione di una nuova serie televisiva dal titolo AR2 che tratterà di un gruppo di giovani del Midwest che vogliono far scoppiare una seconda rivoluzione americana.
Dopo la fine di Prison Break, nel 2009 ha scritto la sceneggiatura del film per la televisione Masterwork con Ariyon Bakare, Natalie Dormer e Merrin Dungey, mentre nel 2010 ha scritto e diretto il film The Experiment, remake del film del 2001 The Experiment - Cercasi cavie umane.

## Filmografia

### Sceneggiatore

#### Cinema
- 36K, regia di Paul Scheuring (2000)
- Il risolutore, regia di F. Gary Gray (2003)
- The Experiment, regia di Paul Scheuring (2010)
- Nella tana dei lupi (Den of Thieves), regia di Christian Gudegast (2018)

#### Televisione
- Briar & Graves, regia di Michael Katleman - film TV (2005)
- Prison Break - serie TV, 90 episodi (2005-2009; 2017-in corso)
- Prison Break: The Final Break, regia di Kevin Hooks e Brad Turner - film TV (2009)
- Masterwork, regia di Jeffrey Nachmanoff - film TV (2009)
- Zero Hour – serie TV (2013)

### Regista
- 36K (2000)
- The Experiment (2010)